# Michael Izen
Michael John Izen (* 12. Januar 1967 in Fairmont, Minnesota) ist ein US-amerikanischer römisch-katholischer Geistlicher und Weihbischof in Saint Paul and Minneapolis.

## Leben
Michael John Izen erwarb zunächst einen Bachelor in Informatik an der Saint John’s University in Collegeville. Anschließend trat er in das Priesterseminar in Saint Paul ein und erwarb einen Master of Divinity. Am 28. Mai 2005 empfing er das Sakrament der Priesterweihe für das Erzbistum Saint Paul and Minneapolis.
Nach seiner Priesterweihe war er in verschiedenen Pfarreien in der Gemeindeseelsorge und von 2006 bis 2007 in Shieldsville in der Seelsorge für die Hispanics tätig. Ab 2015 war er Pfarrer der Pfarreien Saint Michael und Saint Mary in Stillwater.
Papst Franziskus ernannte ihn am 5. Januar 2023 zum Titularbischof von Newport sowie zum Weihbischof in Saint Paul and Minneapolis. Die Bischofsweihe spendete ihm der Erzbischof von Saint Paul and Minneapolis, Bernard Hebda, am 11. April desselben Jahres in der Cathedral of Saint Paul. Mitkonsekratoren waren der Bischof von Crookston, Andrew Cozzens, und Joseph Andrew Williams, Weihbischof in Saint Paul and Minneapolis.